# 莫多娄贷文
莫多娄贷文（？—538年9月12日），复姓莫多娄氏，太安郡狄那县（今山西省晋中市寿阳县）人，北魏、东魏官员。

## 生平
莫多娄贷文骁勇果敢有胆气，跟随高欢起兵。中兴初年，莫多娄贷文出任伏波将军、武贲中郎将、虞候大都督，跟随高欢在广阿击败尔朱兆，以军功加前将军，封石城县子，食邑三百户。普泰二年（532年），莫多娄贷文又跟随高欢在韩陵之战击败尔朱氏联军，进爵为侯。永熙二年（533年），莫多娄贷文跟随在赤谼岭平定了尔朱兆，尔朱兆走投无路上吊自杀，莫多娄贷文得到了尔朱兆的尸体，升任左厢大都督。永熙三年（534年），斛斯椿等人挑衅生事，魏孝武帝元修派遣贾显智据守石济。高欢命令莫多娄贷文率领精锐部队三万人，与窦泰等人在定州会师，一起向石济进发。窦泰、莫多娄贷文与贾显智在长寿津遭遇，贾显智投降。天平年间，莫多娄贷文出任晋州刺史，进爵为公。汾州胡贼作乱，高欢亲自前往讨伐，以莫多娄贷文为先锋，莫多娄贷文每次都有战功。返回后，莫多娄贷文获赐奴婢三十人、牛马各五十匹、布一千匹，仍为汾、陕、东雍、晋、泰五州大都督。之后莫多娄贷文和太保尉景进攻东雍州和南汾州二州，攻克了两个州。
元象元年（538年），莫多娄贷文出任车骑大将军、仪同、南道大都督，七月，莫多娄贷文与行台侯景在金墉城围困独孤信。八月庚寅（538年9月12日），宇文泰从函谷关出兵到达谷城，侯景和高昂商议整顿兵马，等待西魏军队到来。莫多娄贷文请求率领自己的部队进攻宇文泰的前锋，侯景等人坚决不答应。莫多娄贷文性格刚强一意孤行，不肯接受命令，与可朱浑道元率领轻装骑兵一千人远离大本营去侦查寻找战机，西行到瀍涧一带，在夜间遭遇西魏李弼和达奚武的军队，李弼命令士兵击鼓呐喊，拖曳木柴扬起尘土，莫多娄贷文以为西魏的主力到来，向后撤退，李弼追上将他斩首，首级传到西魏大军中。朝廷赠予并肆恒云朔五州军事、并州刺史、尚书右仆射、司徒公。同年十月，西魏将莫多娄贷文的首级还给东魏。皇建元年十一月庚申（560年12月15日），齐孝昭帝高演诏令将莫多娄贷文等十二人合祭于高欢的宗庙之中。

## 家庭

### 子女
- 莫多娄敬显，北齐开府仪同三司、司徒、齐昌王

## 延伸阅读
[在维基数据编辑]
 《北齊書/卷19》，出自李百药《北齊書》
 《北史·卷053》，出自李延壽《北史》